# Cámara de cenit

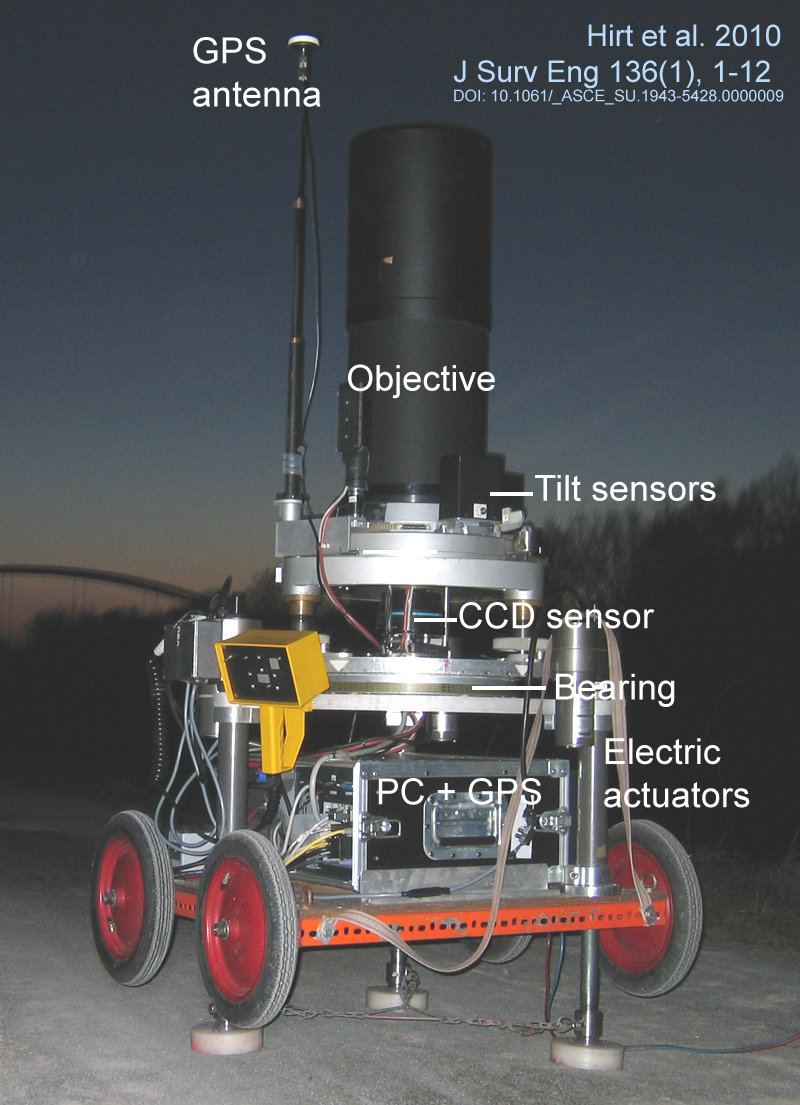
Cámara Zenith

La cámara de Cenit es un instrumento usado en astronomía o geodesia y son dirigidos exactamente al cenit. Las estrellas son grabadas por placas fotográfica o sensores CCD.
Las principales tareas de estos instrumentos son: 
1. La astrometría, determinación de la posición y movimiento de los astros en el firmamento.
2. Observación geodésica, de la deflección de la vertical.
3. Contribuir a monitorear la rotación de la Tierra y el tiempo astronómico.

Las pequeñas diferencias entre el axis instrumental y la vertical son controladas por niveladores o sensores verticales.
Mientras que la longitud de enfoque de los instrumentos astronómicos miden de 1 a 3 metros de diámetro, los lentes de las cámaras de cenit son mucho más pequeños (20 a 50 centímetros). Algunos instrumentos especiales fueron en la década de 1990 por 
Véase también:
- Geodesia
- Astronomía

- Datos: Q189617